# Andrzej M. Chołdzyński
Andrzej Marek Chołdzyński (Lublino, 2 novembre 1960) è un architetto polacco.

## Biografia
È autore della stazione della parte centrale della seconda linea della metropolitana di Varsavia, della stazione della metropolitana Wilson Square a Varsavia e del quartier generale della Borsa di Varsavia a Varsavia, tra gli altri. È stato nominato per il Premio Mies van der Rohe nel 2001.

## Onorificenze
- 2000 - Cavaliere dell'Ordine della Polonia Restituta[4]